# Farleigh Hungerford
Farleigh Hungerford är en by i civil parish Norton St Philip, i enhetskommunen Somerset, i grevskapet Somerset, i England. Byn är belägen 10 km från Frome. Farleigh Hungerford var en civil parish fram till 1933 när blev den en del av Norton St Philip. Civil parish hade 98 invånare år 1931. Byn nämndes i Domedagsboken (Domesday Book) år 1086, och kallades då Ferlege/Ferlega.